# Sieć regmatyczna
Sieć regmatyczna - hipotetyczna sieć trwałych uskoków w płytach litosfery Ziemi, wykazujących pewne stałe kierunki względem osi obrotu Ziemi i istniejących być może od pierwszych momentów istnienia skorupy ziemskiej w obecnym kształcie.
Koncepcja sieci regmatycznej opiera się na obserwacji, że często w czasie aktywności tektonicznej nie powstają nowe pęknięcia skał, a raczej przesunięcia następują wzdłuż już istniejących uskoków i spękań: strefy uskoków są osłabione, przez co naprężenia litosfery ziemskiej mogą szczególnie łatwo znaleźć w nich ujście. Niektórzy autorzy uważają, że przy pewnej określonej gęstości sieci uskoków jest ona nasycona - czyli przy każdej kolejnej zmianie napięć wykorzystane zostaną tylko istniejące pęknięcia, ponieważ wytworzenie nowych wymagałoby zawsze większego nakładu energii niż odmłodzenie starych.
Istnieje kontrowersja wokół geometrycznych prawidłowości mających charakteryzować sieć regmatyczną. Autorzy doszukujących się archaicznych źródeł tej sieci, często odnajdują w mapach uskoków i rozłamów stałego wzorca geometycznego, w których poszczególne uskoki przebiegają mniej więcej co 30°, a szczególnie aktywne są trzy kierunki, tworzące ze sobą nawzajem kąty 120°. Obserwacja ta jest o tyle usprawiedliwiona, że często obserwuje się w ramionach powstających ryftów właśnie kąty zbliżające się do 120°, co odpowiada najbardziej wydajnemu energetycznie rozłożeniu energii napięć litosfery. Doskonałym przykładem jest ryft wschodnioafrykański, gdzie Zatoka Adeńska, Morze Czerwone i ryft Afaru tworzą w przybliżeniu tego typu formę geometryczną. Proponuje się czasem, że rozpad kontynentu przebiega zawsze wzdłuż kierunków wyróżnionych przez sieć regmatyczną, co znajduje potwierdzenie w fakcie, że często możliwe jest dopasowanie zarysu znanych stref ryftu do prostych kształtów geometrycznych opartych na wielokrotnościach kąta 60°.
W niektórych interpretacjach podaje się, że sieć regmatyczna powstała w pierwszych chwilach istnienia skorupy ziemskiej, gdy nierównomierny obrót Ziemi związany z nieregularnym jeszcze rozkładem masy planety spowodował popękanie powierzchni w taki właśnie stosunkowo regularny sposób. Po zestaleniu się skorupy ziemskiej znacznie trudniej uzyskać jest globalną sieć spękań, ponieważ większość powierzchni Ziemi nie uczestniczy w ruchach tektonicznych, a odkształcenia mają charakter lokalny.
Inni autorzy zwracają uwagę na fakt, że nie daje się dostrzec obecnie na mapach nieciągłości skorupy tego typu wyraźnych prawidłowości, a poszczególne systemy uskoków powstają w różnym okresie i przy różnej konfiguracji płyt litosferycznych. Ze względu na bezsprzeczne zjawisko odmładzania uskoków część z nich najprawdopodobniej służy rzeczywiście celowi opisywanemu przez proponentów istnienia sieci regmatycznej, część jednak powstaje zupełnie od nowa zgodnie z aktualnym polem naprężeń skorupy ziemskiej. Na obecnym etapie wiedzy geologicznej trudno ocenić, w jakim stopniu istniejący na świecie układ nieciągłości tektonicznych odpowiada założeniom sieci regmatycznej.